# Vanwall
A Vanwall egy 1949-ben alapított brit versenycsapat volt. 1954-től 1960-ig vett részt a Formula–1 világbajnokságban, ez idő alatt 10 győzelmet és 7 pole-pozíciót szerzett, valamint 6 leggyorsabb kört futott. Legnagyobb sikerét 1958-ban érte el, amikor megnyerte az első ízben kiírt konstruktőri világbajnokságot, versenyzői, Stirling Moss, Tony Brooks és Stuart Lewis-Evans pedig a második, harmadik, illetve kilencedik helyet szerezték meg egyéniben. Lewis-Evans az évi halálos balesete és az alapító, Tony Vandervell megromlott egészsége miatt a csapat fölbomlott. A következő két évben már csak egy-egy versenyen indultak el, mielőtt a Vanwall végleg megszűnt.

## A csapat története
A Vanwall név a Vandervell és a Thinwall nevek összevonásából jött létre. Utóbbi márkanévvel az alapító-csapattulajdonos, Tony Vandervell forgalmazta a London Acton nevű városrészében, a Vandervell Products gyárban készülő csapágyait.
Tony Vandervell egyike volt a British Racing Motors alapító részvényeseinek. A gyakran BRM-nek rövidített csapat több brit gyártó együtt működéséből jött létre azzal a céllal, hogy megtörje a Grand Prix versenyeken tapasztalható olasz hegemóniát. Vandervell azonban egy idő után kiszállt a projectből, és saját csapatot alapított.

### Alacsonyabb osztályokban

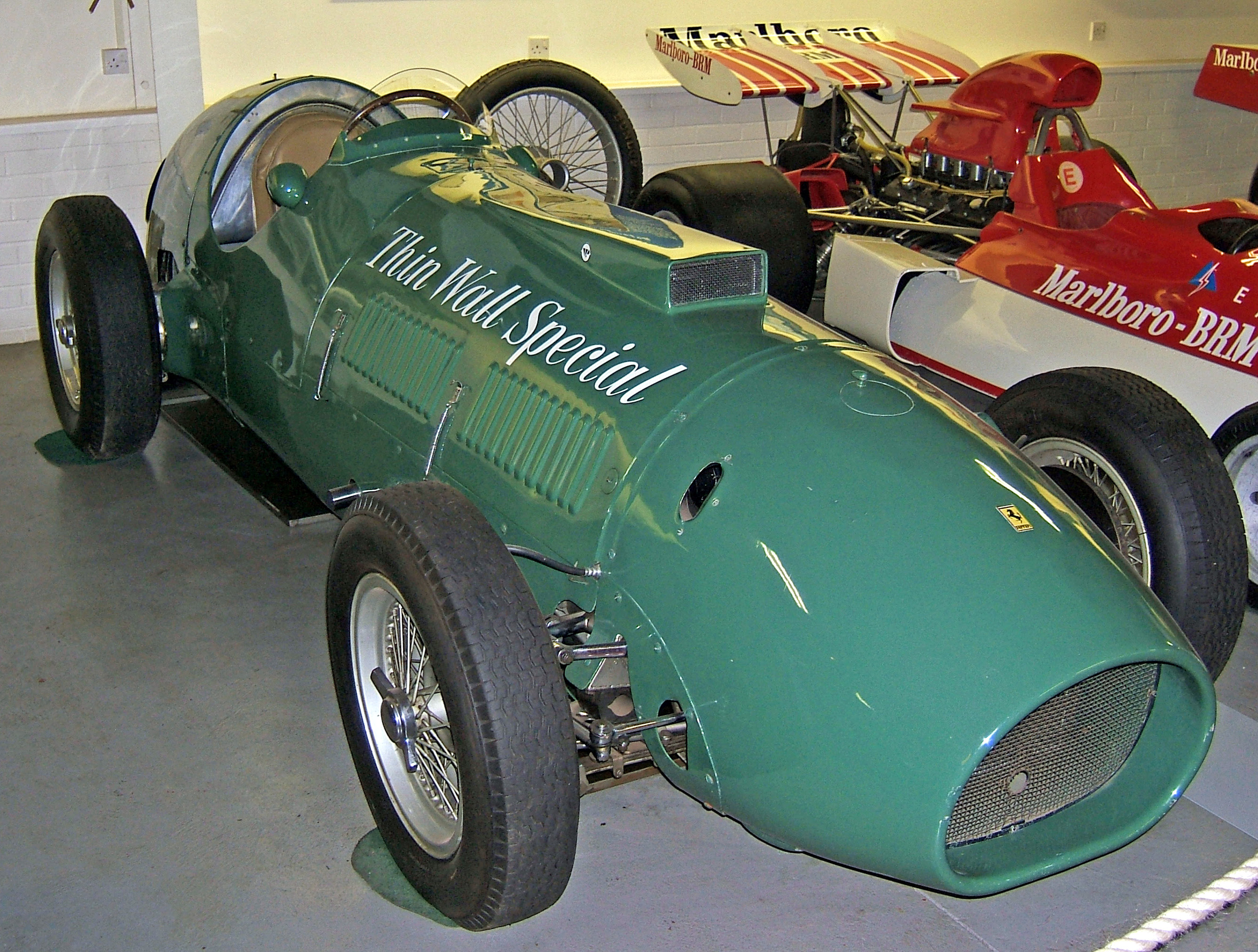
A negyedik, és egyben utolsó Thinwall Special. 1952 és 54 között használták.

Vandervell korai '50-es években egy sor átépített Ferrarit indított a Formula Libre versenyeken, "Thinwall Special" néven.
Az első, Vanwall néven ismert autók, a Vanwall Special-ok, 1954-ben, az új Formula–1-es szabályok szerint épültek Cox Green-ben, Maidenhead grófságban. A karosszériát Owen Maddock tervezte és a Cooper Car Company készítette el.
A 2 literes motort a Norton motorkerékpárgyár mérnöke, Leo Kuzmicki tervezte. Az erőforrás nem volt más, mint négy, egyenként 500 cm³-es Norton motor összeépítve egy blokkba.
Az autó az az évi brit nagydíjon mutatkozott be először. A fejlesztés folytatódott, az 1955-ös monacói nagydíjra 2,237 cm³-es, később 2,5 l-es motorral szerelték fel a Peter Collins által vezetett autót.

### A Formula–1-ben
A Vanwall első teljes szezonját 1955-ben futotta a Formula–1-ben, kevés sikerrel. Az év végére nyilvánvalóvá vált, hogy a motor versenyképes, de a karosszéria fejlesztést igényel. Tony Vandervellnek egy fiatal, feltörekvő tervezőt ajánlottak a feladatra: a később legendássá vált Colin Chapmant.
A Frank Costin aerodinamikai mérnökkel karöltve tervezett új autó ígéretesen kezdte az 1956-os szezont, erős mezőnyben megnyert egy világbajnokságon kívüli Formula–1-es versenyt Silverstoneban. A győztes pilóta Stirling Moss volt, de ebben az évben csak ebben az egy ízben versenyzett a Vanvallnál, mert még élő szerződése volt a Maserati csapattal. A szezonban Harry Schell és Maurice Trintignant vezették a Vanwall autóit. Számottevő eredményt ezúttal sem sikerült elérni, bár az autók már jóval versenyképesebbek voltak.

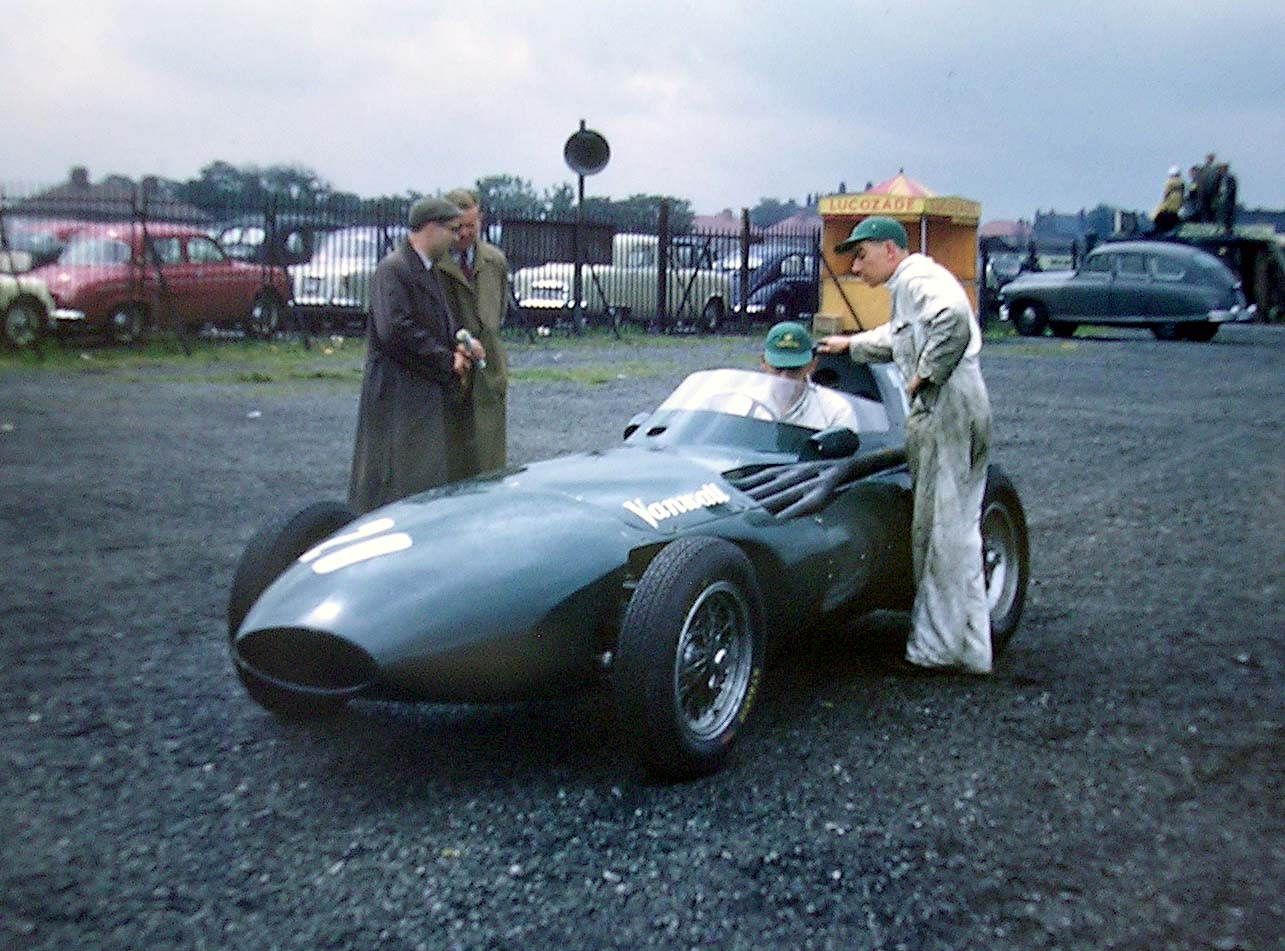
A győztes Vanwall VW5 az 1957-es brit nagydíj előtt

A csapat fejlődését látva, Moss úgy döntött, hogy otthagyja a Maseratit és a Vanwallhoz szerződik. Csapattársai a szintén angol Tony Brooks és Stuart Lewis-Evans lettek. Ahogy haladt az 1957-es szezon, úgy lettek az autók egyre gyorsabbak és megbízhatóbbak. Moss és Brooks megosztva lett első az az évi brit nagydíjon, a Vanwall első Formula–1-es győzelmét szerezve. Moss megnyerte az Olasz-és a pescarai nagydíjat is.
Az 1957-es év végén betiltották az alkohol alapú üzemanyagokat és közelezővé tették a 130-as oktánszámú AVGAS-benzin használatát. Ez hátrányt jelentett a Vanwall és a BRM csapatoknak, mert a széles furatú motorjaiknak metil-alkoholra volt szüksége a hűtéshez. Így a Vanwall motorjainak teljesítménye a tesztpadon 7500-as percenkénti fordulaton 290-ről 278 lóerőre csökkent. A versenyeken, ahol biztonsági okokból sosem használták a motort a legmagasabb fordulatszámon, legfeljebb 255-262 lóerő volt elérhető. A rivális Ferrari V6-os motorjai ezzel szemben 286 lóerős teljesítményre voltak képesek, 8300-as fordulaton. A Vanwall jobb úttartása, áramvonalas felépítése, ötsebességes váltója és tárcsafékei azonban kompenzálták a hátrányt. A motor továbbra is a 498 cm³-es Manx Norton egyhengeresre épült, ami egymagában 51 lóerőt adott le 7200-as fordulatszám mellett.
Az 1958-as évre mindhárom versenyzőjét megtartotta a Vanwall, Moss a Holland, a Portugál-és a Marokkói, Brooks a Belga, Német-és olasz nagydíjat nyerte meg. Ezzel a Vanwall élen végzett az először kiírt Formula–1-es konstruktőri világbajnokságban. Az egyéni világbajnoki címet azonban nem sikerült megszerezni, miután Mike Hawthorn egy ponttal megelőzte Mosst. Az év utolsó versenyén, Marokkóban Lewis-Evans súlyos balesetet szenvedett, és néhány nappal később belehalt az égési sérüléseibe.
Az 1958-as világbajnokság volt az utolsó, amit a Vanwall végigversenyzett. Vandervell egészsége megromlott, és orvosi tanácsra felfüggesztette csapatvezetői tevékenységét. 1959-ben Brooks elindult ugyan egy alacsonyabb építésű és könnyebb autóval a brit nagydíjon, de a Vanwall más versenyre nem nevezett a szezonban. Az 1960-as francia nagydíjon versenyzett utoljára Vanwall a Formula–1-ben.
Az utolsó Vanwall egy középmotoros versenyautó volt, amivel John Surtees indult 1961-ben a 3 literes Intercontinental Formula két futamán. Hiába ért el a konstrukció ígéretes eredményeket, a fejlesztése leállt, amikor a versenysorozat nem terjedt el Európában. A Vanwall utolsó, 2,605 literes motorja 290 lóerős teljesítményre volt képes, 100-as oktánszámú benzinnel.
Az azonos nevű versenypálya mellett található Donington Collection-ben megtalálható az összes valaha épült Vanwall egy-egy példánya, köztük az utolsó, középmotoros versenyautó is.

## A Vanwall Cars
2003-ban megalakult a Vanwall Cars autóépítő műhely. Az egyedi rendelésre kapható Vanwall Sports Racer együléses utcai sportautó az egykori Formula–1-es autókhoz nagyon hasonló karosszériával készül.

## Formula–1-es eredmények
(Táblázat értelmezése)

(Félkövér: pole-pozícióból indult; dőlt: leggyorsabb kört futott) 

| Év   | Modell          | Versenyzők            | 1   | 2   | 3   | 4   | 5   | 6   | 7   | 8   | 9   | 10  | 11  | Pont    | Helyezés |
| ---- | --------------- | --------------------- | --- | --- | --- | --- | --- | --- | --- | --- | --- | --- | --- | ------- | -------- |
| 1954 | Vanwall Special |                       | ARG | 500 | BEL | FRA | GBR | GER | SUI | ITA | ESP |     |     | -**     | -**      |
| 1954 | Vanwall Special | Peter Collins         |     |     |     |     | Ki  |     |     | 7   | Ni  |     |     | -**     | -**      |
| 1955 | Vanwall 55      |                       | ARG | MON | 500 | BEL | NED | GBR | ITA |     |     |     |     | -**     | -**      |
| 1955 | Vanwall 55      | Mike Hawthorn         |     | Ki  |     | Ki  |     |     |     |     |     |     |     | -**     | -**      |
| 1955 | Vanwall 55      | Ken Wharton           |     |     |     |     |     | 9*  | Ki  |     |     |     |     | -**     | -**      |
| 1955 | Vanwall 55      | Harry Schell          |     |     |     |     |     | 9*  | Ki  |     |     |     |     | -**     | -**      |
| 1956 | Vanwall 56      |                       | ARG | MON | 500 | BEL | FRA | GBR | GER | ITA |     |     |     | -**     | -**      |
| 1956 | Vanwall 56      | Maurice Trintignant   |     | Ki  |     | Ki  |     | Ki  |     | Ki  |     |     |     | -**     | -**      |
| 1956 | Vanwall 56      | Harry Schell          |     | Ki  |     | 4   | 10* | Ki  |     | Ki  |     |     |     | -**     | -**      |
| 1956 | Vanwall 56      | Mike Hawthorn         |     |     |     |     | 10* |     |     |     |     |     |     | -**     | -**      |
| 1956 | Vanwall 56      | Colin Chapman         |     |     |     |     | Ni  |     |     |     |     |     |     | -**     | -**      |
| 1956 | Vanwall 56      | José Froilán González |     |     |     |     |     | Ki  |     |     |     |     |     | -**     | -**      |
| 1956 | Vanwall 56      | Piero Taruffi         |     |     |     |     |     |     |     | Ki  |     |     |     | -**     | -**      |
| 1957 | Vanwall 57      |                       | ARG | MON | 500 | FRA | GBR | GER | PSC | ITA |     |     |     | -**     | -**      |
| 1957 | Vanwall 57      | Stirling Moss         |     | Ki  |     |     | 1*  | 5   | 1   | 1   |     |     |     | -**     | -**      |
| 1957 | Vanwall 57      | Tony Brooks           |     | 2   |     |     | 1*  | 9   | Ki  | 7   |     |     |     | -**     | -**      |
| 1957 | Vanwall 57      | Stuart Lewis-Evans    |     |     |     | Ki  | 7   | Ki  | 5   | Ki  |     |     |     | -**     | -**      |
| 1957 | Vanwall 57      | Roy Salvadori         |     |     |     | Ki  |     |     |     |     |     |     |     | -**     | -**      |
| 1958 | Vanwall 57      |                       | ARG | MON | NED | 500 | BEL | FRA | GBR | GER | POR | ITA | MOR | 48 (57) | 1.       |
| 1958 | Vanwall 57      | Stirling Moss         |     | Ki  | 1   |     | Ki  | 2   | Ki  | Ki  | 1   | Ki  | 1   | 48 (57) | 1.       |
| 1958 | Vanwall 57      | Tony Brooks           |     | Ki  | Ki  |     | 1   | Ki  | 7   | 1   | Ki  | 1   | Ki  | 48 (57) | 1.       |
| 1958 | Vanwall 57      | Stuart Lewis-Evans    |     | Ki  | Ki  |     | 3   | Ki  | 4   |     | 3   | Ki  | Ki  | 48 (57) | 1.       |
| 1959 | Vanwall 59      |                       | MON | 500 | NED | FRA | GBR | GER | POR | ITA | USA |     |     | 0       | 12.      |
| 1959 | Vanwall 59      | Tony Brooks           |     |     |     |     | Ki  |     |     |     |     |     |     | 0       | 12.      |
| 1960 | Vanwall VW11    |                       | ARG | MON | 500 | NED | BEL | FRA | GBR | POR | ITA | USA |     | 0       | –        |
| 1960 | Vanwall VW11    | Tony Brooks           |     |     |     |     |     | Ki  |     |     |     |     |     | 0       | –        |

* 1958-ig nem rendeztek konstruktőri bajnokságot

** Megosztott versenyzés